# Il ranch degli spietati
Il ranch degli spietati (Oklahoma John) è un film del 1965, diretto da Jaime Jesús Balcázar e Roberto Bianchi Montero.

## Trama
Oklahoma John, un nuovo sceriffo, giunge in una città del West nella quale, per l'incapacità delle autorità precedenti, le leggi non vengono rispettate e la ragione è del più forte. John scopre che all'origine di tutto è l'omicidio del padre della ragazza Giorgiana, avvenuto molto tempo prima. La causa della morte è ancora sconosciuta: i testimoni, infatti, vengono uccisi. Dopo lunghe ricerche con i presunti colpevoli, lo sceriffo riesce finalmente a scoprire che i crimini sono stati commessi per il possesso del petrolio che si trova nel sottosuolo delle terre di proprietà della ragazza. I responsabili sono stati smascherati, e la giustizia riprende il suo corso normale.